# الجدول الزمني للمرأة في مجال الطيران

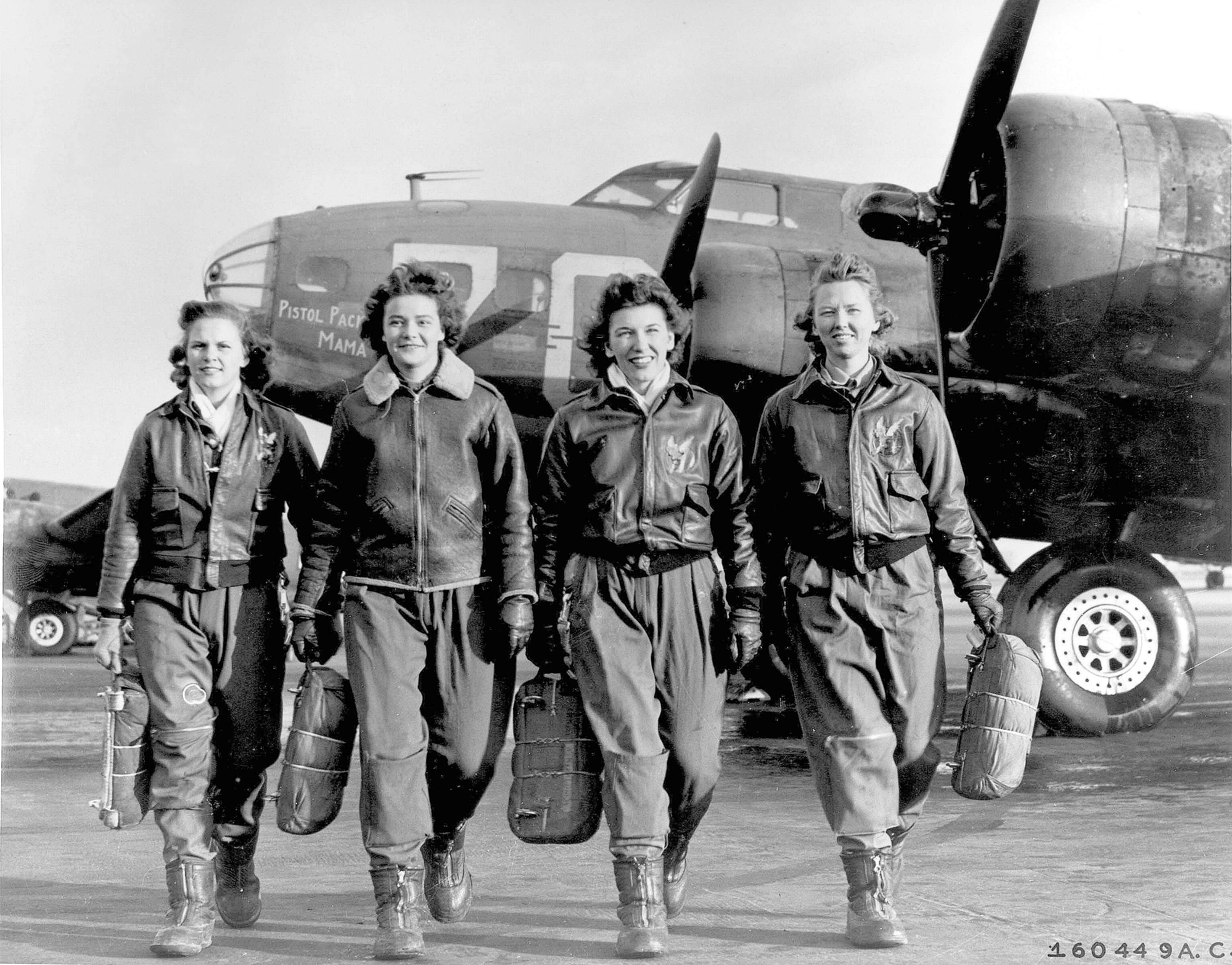
أربعة من الطيارين الإناث يتركن مركبتهم الحربية. بوينغ بي-17 القلعة الطائرة. حوالي عام 1944.

هذا هوالجدول الزمني للمرأة في مجال الطيران والذي يصف العديد من الإنجازات للمرأة في مجال الطيران. النساء في هذه القائمة قد قادوا العديد من المركبات، بما في ذلك منطاد الهواء الساخن والطائرات الشراعية والمناطيد والمروحيات. هذه القائمة تشمل إنجازات المرأة في جميع أنحاء العالم.

## القرن الثامن عشر

### 1784
- 4 يونيو: إليزابيث ثيببل من فرنسا تصبح أول امرأة تطير في منطاد الهواء الساخن.[1]

### 1798
- جين لابروزي في فرنسا يصبح أول امرأة تطير بطائرة سولو.[1]

### 1799
- لابروزي تصبح أول امرأة تنقفز بمظلة.[1]

## القرن التاسع عشر

### 1810

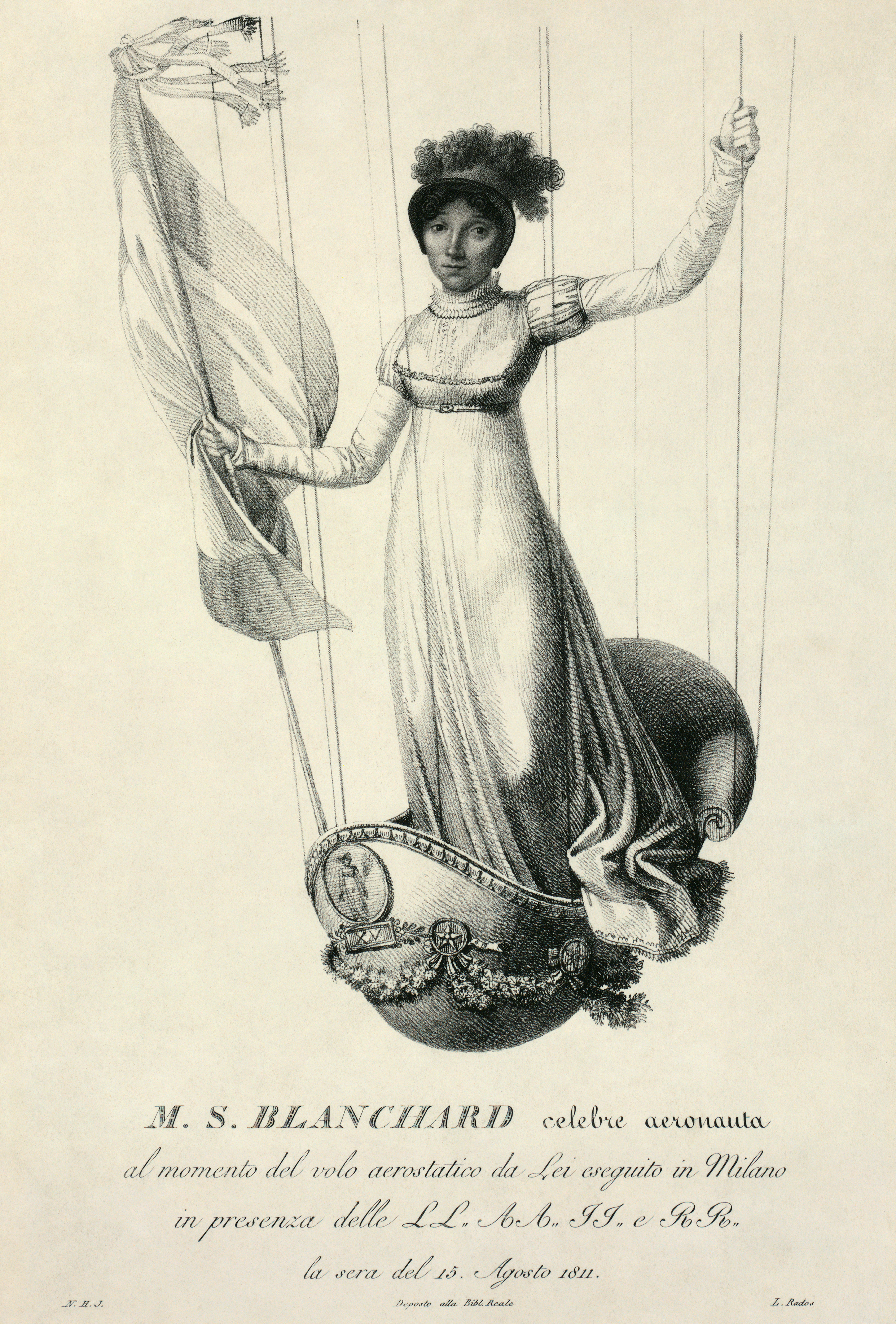
صوفي بلانشارد تطير في ميلانو في 15 آب / أغسطس 1811 بمناسبة عيد ميلاد نابليون.

- صوفي بلانشارد تصبح  رئيس الخدمات الجوية لنابليون.[2]

### 1886
- ماري مايرز من الولايات المتحدة تسجل أعلي ارتفاع قياسي للبالون، بارتفاع أربعة أميال في الهواء.[3]

### 1888
- تيريزا مارتينيز تحصل علي براءة الاختراع البريطانية في «ملاحة البالونات.»[4]

## القرن العشرين

### 1903
- عايدة دي أكوستا من الولايات المتحدة أول امرأة تطير بطائرة مزودة بمحركات (سفينة هوائية).[1]

### 1904
- الملكة مارغريتا من إيطاليا تؤسس النادي الجوي الروماني.[5]

### 1908
- أيلول / سبتمبر: تيريز بلتيير من فرنسا تقوم بالرحلة الأولى من قبل امرأة في طائرة في تورينو، إيطاليا، تحلق حولها 200 متر في خط مستقيم بارتفاع مترين ونصف عن سطح الأرض.[6]
- 7 أكتوبر: إديث بيرغ, مديرة الأعمال في أوروبا من أجل الأخوين "رايت" والتي أصبحت أول امرأة أمريكية تسافر علي متن طائرة.[7]

### 1909
- ماري مارفينغت من فرنسا هي أول امرأة تحلق فوق بحر الشمال.[1][8]
- 16 يونيو: أول نادي طيران للنساء، يفتح في سان كلو بالقرب من باريس[9][10]

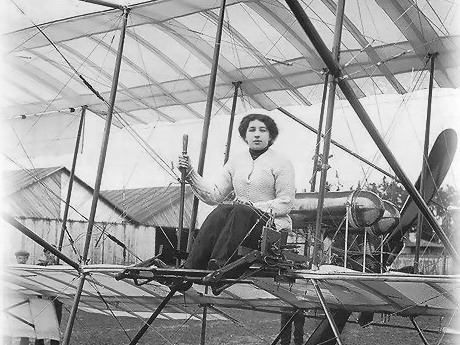
الروسية ليديا زفيريفا, ثامن امرأة تحصل علي رخصة طيار.

### 1910
- 8 مارس: ريموند  دي لاروش من فرنسا تصبح أول امرأة تحصل علي رخصة طيار.[11]
- 29 أغسطس: مارثا نيل من فرنسا تصبح  ثاني امرأة في العالم تحصل علي رخصة طيار.[11]
- 8 نوفمبر: ماري مارفينغت من فرنسا يصبح ثالث امرأة تحصل علي رخصة طيار.[1][11]
- هيلدا هيوليت من إنجلترا هي أول امرأة تؤسس مدرسة للطيران.

### 1911
- 1 أغسطس:[11] هارييت كويمبي تصبح أول امرأة في الولايات المتحدة والسابعة في العالم لكسب رخصة طيار.[7]
- 10 أغسطس: ليديا زفيريفا هوأول روسية والثامنة علي العالم لكسب رخصة طيار.[11]
- 29 أغسطس: هيلدا هيوليت تصبح أول إنجليزية  تحصل علي رخصة طيار.[1][11]
- 13 سبتمبر: اميلي بيس تصبح أول ألمانية والتاسعة علي العالم في الحصول علي رخصة طيار.[11]
- 6 أكتوبر: بياتريس دي ريجك هي أول هولندية والعاشرة علي العالم في الحصول علي رخصة طيار.[11]

### 1912
- إميلي بيس من ألمانيا هوأول امرأة تحصل علي براءة اختراع في تصميم طائرة.[1]
- 16 أبريل: كويمبي هوأول امرأة تطير عبر القناة الإنجليزية.[7]
- هيلدا هيوليت هوأول امرأة تؤسس مصنع للطائرات.

### 1913

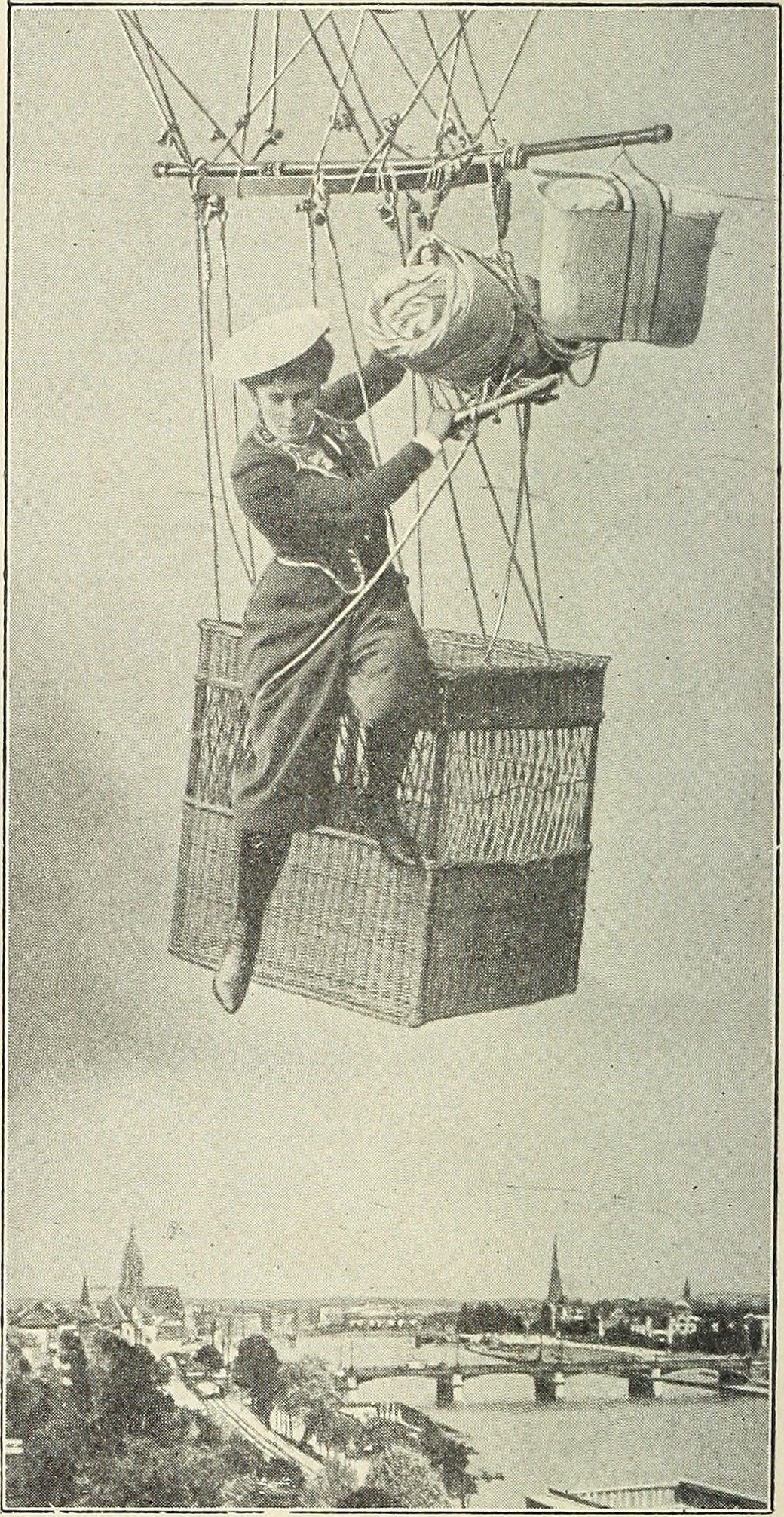
مخترعة المظلات الحديثة

- 3 يناير: روزينا فيراريو أول إيطالية تحصل علي رخصة طيار.
- روث لو هي أول امرأة تطير في الليل.[12][13]
- كاثرين ستينسون ووالدتها أسسوا شركة  ستينسون للطيران.[14]

### 1914
- 1914: ليديا زفيريفا هوأول امرأة لأداء الاستعراضات الجوية المناورة.[1]
- 1 أكتوبر: أماليا سيليا فيغيريدو تصبح أول امرأة في الأرجنتين لكسب رخصة طيار.[11]

### 1915
- ماري مارفينغت من فرنسا هي أول امرأة تطير في القتال.[1]

### 1916
- أول امرأة طيارة[15][16]

### 1921
- بيسي كولمان هوأول امرأة أميركية أفريقية لكسب رخصة طيار.[17]
- ادريان بولاند تصبح أول امرأة تطير فوق جبال الأنديز.[1]
- تشرين الأول / أكتوبر: أول امرأة من السلفادور تطير.[18]

### 1922

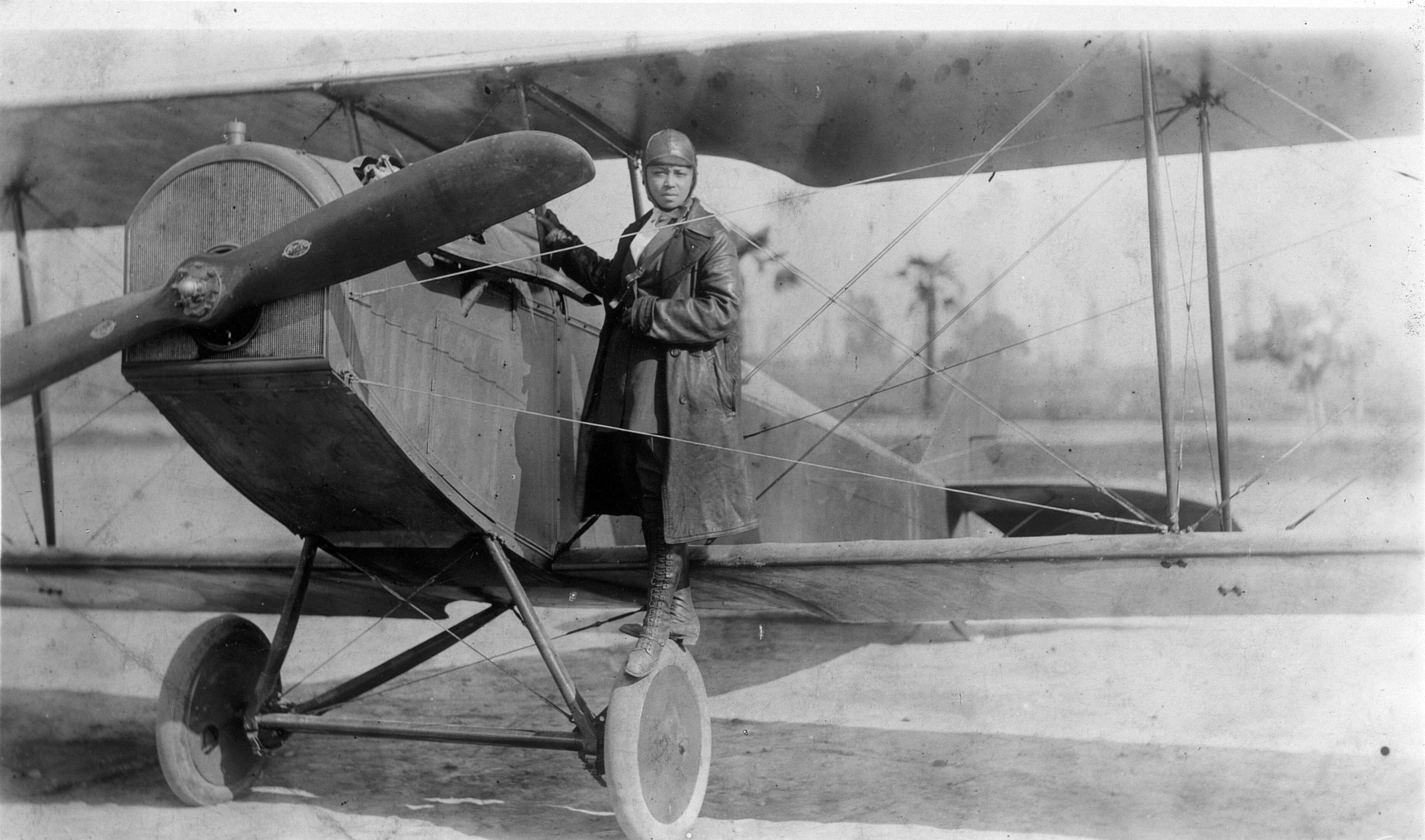
بيسي كولمان وطائرتها (1922)

- 15 مارس: البوليفية أماليا فيلا دي تابيا كانت أول امرأة طيار مرخصة في بيرو.[19][20]
- 8 أبريل: تيريزا دي مارزو هي أول برازيلية لكسب رخصة طيار.
- أول يابانية لكسب رخصة طيار.[21]

### 1924
- 24 نوفمبر: ماريا بيرنالدودي كيروس (1898-1983) هي أول إسبانية تحصل على رخصة طيار.[22]

### 1925
- أول كورية لكسب رخصة طيار.[11]
- غلاديس ساندفورد تصبح أول امرأة في نيوزيلندا لكسب رخصة طيار.[11]

### 1926
- ميليسنت براينت هي أول امرأة أسترالية لكسب رخصة طيار.[11]

### 1928
- شباط / فبراير-أيار / مايو: ماري ليدي هيث, الأيرلندية التي تصبح أول طيار يطير من كيب تاون، جنوب أفريقيا إلى مطار كرويدون في لندن.[23]
- آذار / مارس-نيسان / أبريل: ماري بيلي من إنجلترا كانت أول امرأة تطير منفردة من إنجلترا إلى جنوب أفريقيا.[23]
- ماريا دي لورديس سا تيكسيرا من البرتغال، أول رخصة قيادة لامرأة في بلدها.[1][24][25]
- بارك كيونغ وون أصبحت أول امرأة كورية لكسب الدرجة الثانية من رخصة الطيران.[26]

### 1929

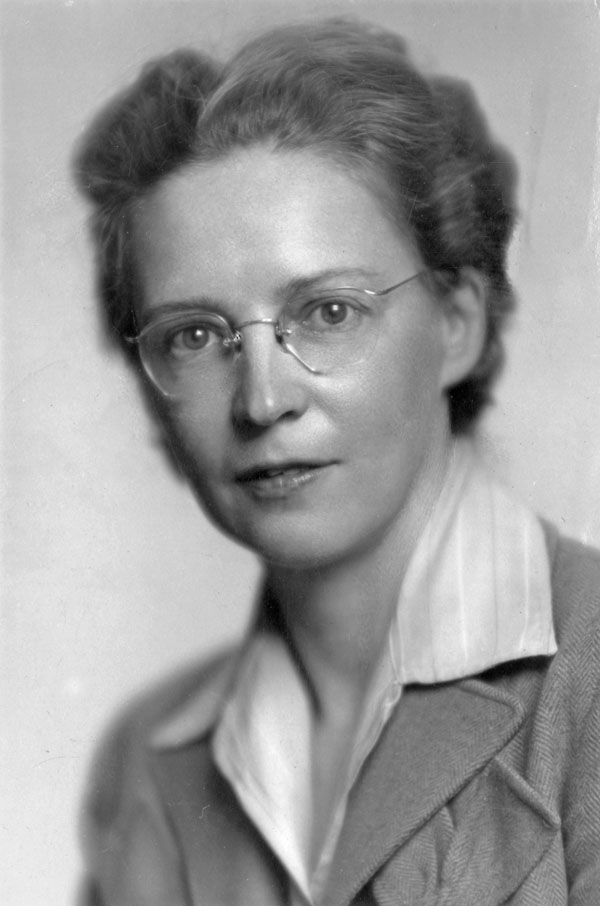
أول امرأة لكسب درجة هندسة الطيران.

- فلورنسا لوي «بانشو» بارنز تصبح أول امرأة تقوم بالاستعراض الجوي في هوليوود.[27]
- فيليس أرنوت هي أول أسترالية تحصل على رخصة طيار تجاري، ومع ذلك، كانت فقط تطير من أجل المتعة.[28]
- 18 أغسطس: أول سباق طيران للنساء يقام في الولايات المتحدة.[29][30]

### 1930
- إيمي جونسون أول امرأة طيار تطير من إنجلترا إلى أستراليا.[1]
- ماري ريدل تصبح أول الأمريكيين الأصليين في الولايات المتحدة لكسب رخصة طيار.[31][32][33]
- كانون الثاني / يناير: أريس إيما والدر أصبحت أول امرأة طيار من الأوروغواي عندما حصلت علي رخصتها في بوينس آيرس, الأرجنتين[34][35][36]
- يوليو: غراسييلا كوبر غودوي تحصل على ترخيص كأول امرأة طيار في شيلي.[37][38]

### 1931
- 5 أغسطس: كيت بولوس تقوم بآخر رحلة بالون لها في سن 63. كان لديها أكثر من 510 رحلة وأكثر من 150 قفزة من مظلة.[39]
- آن موروليندبيرغ تصبح أول امرأة أمريكية لكسب رخصة طائرة شراعية.[7]
- أول امرأة تطير فوق سيبيريا.[1]

### 1932
- روثي تو هي أول صينية لكسب رخصة الطيار[11][40] وأول امرأة تنضم إلى الجيش الصيني كطيار.[41]
- أميليا إيرهارت أول امرأة طيار تطير عبر المحيط الأطلسي.[1]
- مود بوني تصبح أول امرأة للقيام بجولة في أستراليا.[42][43][44]
- 30 مارس: كاثرين سوي تشيونغ أصبحت أول امرأة صينية لكسب رخصة طيار في الولايات المتحدة.[45][46]

### 1933
- لطفية النادي تصبح أول امرأة عربية وأول امرأة أفريقية وأول امرأة في مصر لكسب رخصة طيار.[47]
- فاي جيليس هي أول امرأة أمريكية تطير بطائرة سوفيتية الصنع.[48][49]

### 1934

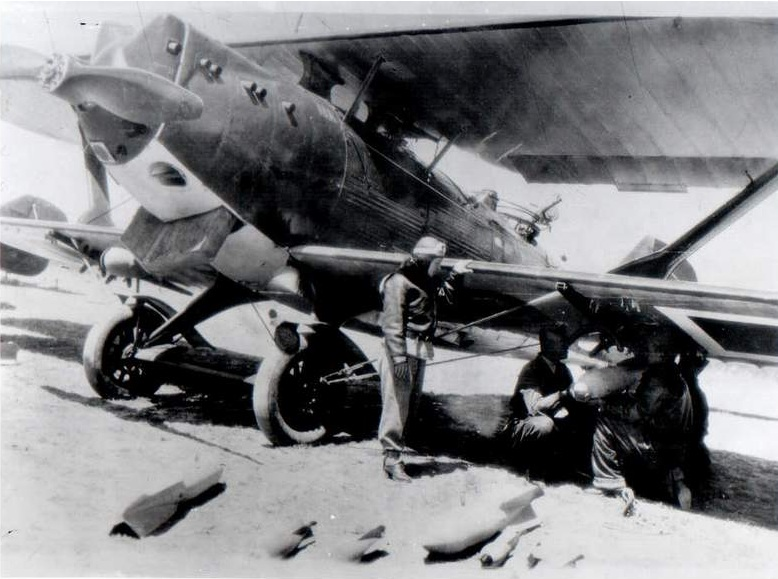
صبيحة كوكجن أمام بريجيت 19. حوالي عام 1937.

- 23 أكتوبر: قائدة المنطاد، جانيت بيكار تصبح أول امرأة تصل إلى الستراتوسفير.[50]
- 31 ديسمبر: هيلين ريتشي تصبح أول امرأة تقود طائرة تجارية.[51][52]
- ماري مارفينغت هوأول امرأة تقود الإسعاف الجوي.[1]
- جين باتن من نيوزيلندا أول امرأة للقيام برحلة «إنجلترا-أستراليا» ذهابا وإيابا.[1]
- مود بوني هوأول امرأة تمنح رتبة الإمبراطورية البريطانية (MBE) لمساهمتها في مجال الطيران."[42]

### 1935
- ماري مارفينغت jصبح أول شخص يمارس الطيران في المجال الطبي."
- أميليا إيرهارت أول امرأة تطير منفردة ذهابا وإيابا من هاواي إلى الولايات المتحدة.
- نانسي بيرد والتون هي أول امرأة أسترالية تحصل على ترخيص يسمح لها بنقل الركاب.
- لي يا تشينغ, الممثلة الصينية تصبح أول امرأة أن تكون مرخصة من قبل مدرسة بوينغ للطيران.[53]
- فيليس دورين هوبر حصلت على أول رخصة طيار في جنوب أفريقيا.[54][55]

### 1936
- بيريل ماركهام من إنجلترا أول امرأة تطير عبر الأطلسي من الشرق إلى الغرب.
- لي يا تشينغ تصبح أول امرأة تحصل على رخصة طيار في الصين.
- فيليس دورين هوبر حصلت على أول رخصة طيار تجاري في جنوب أفريقيا.[56]

### 1937

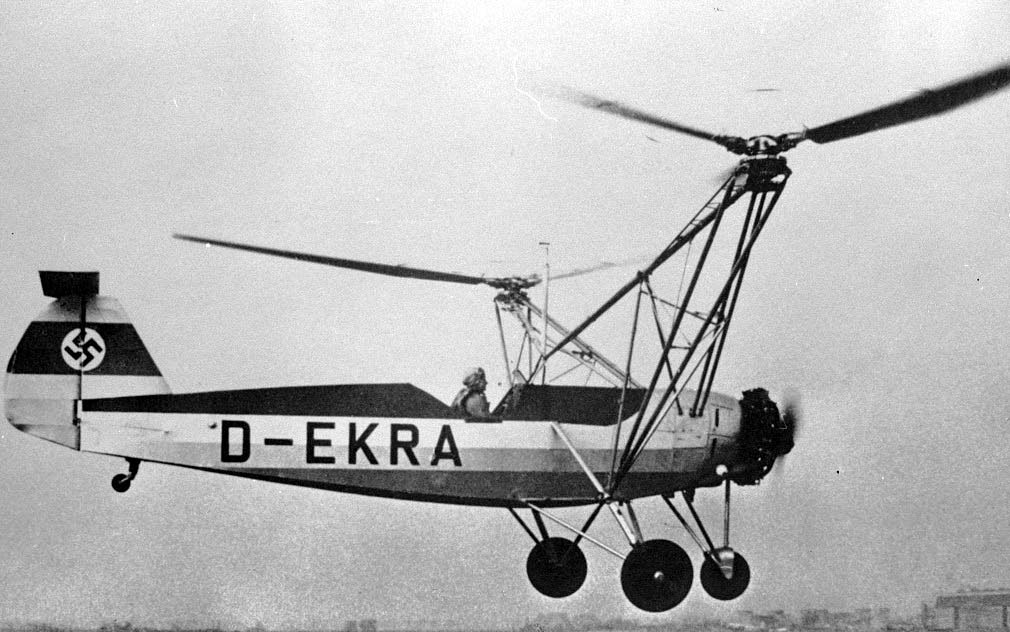
Fw 61

- ويلا براون هي أول امرأة أميركية أفريقية تحصل علي رخصة طيار في الولايات المتحدة.[57]
- صبيحة كوكجن من تركيا هي أول امرأة طيار مقاتل.[1]
- هانا ريتش من ألمانيا هي أول امرأة تحصل علي ترخيص هليكوبتر.[1]
- مود بوني هوأول امرأة تطير منفردة من أستراليا إلى جنوب أفريقيا.[42]
- سوزانا فيراري كانت أول امرأة طيار تجاري من الأرجنتين.[49]

### 1938
- فيليس دورين هوبر أصبحت أول امرأة مدرب طيران في جنوب أفريقيا.[54]
- هانا ريتش منألمانيا هوأول شخص يطير بطائرة هليكوبتر داخل مبنى. حيث طارت داخل قاعة هتلر للمؤتمرات في برلين.[58]

### 1939
- روث نيكولز تؤسس مؤسسة لتنسيق الطائرات الخاصة في حالات الطوارئ والإغاثة في حالات الكوارث.[8]
- 15 مايو: الاتحاد السوفياتي، تم تسجيل رحلة 22 ساعة و40 دقيقة من موسكو في بالون.[39]
- 13 نوفمبر: ماريا رويز أصبحت أول امرأة طيار فنزويلية، تحقيق لها رخصة في لونغ آيلاند في نيويورك.[59][60][61][62]

### 1940
- أول إيرانية تكسب  رخصة طيار.[11][63]

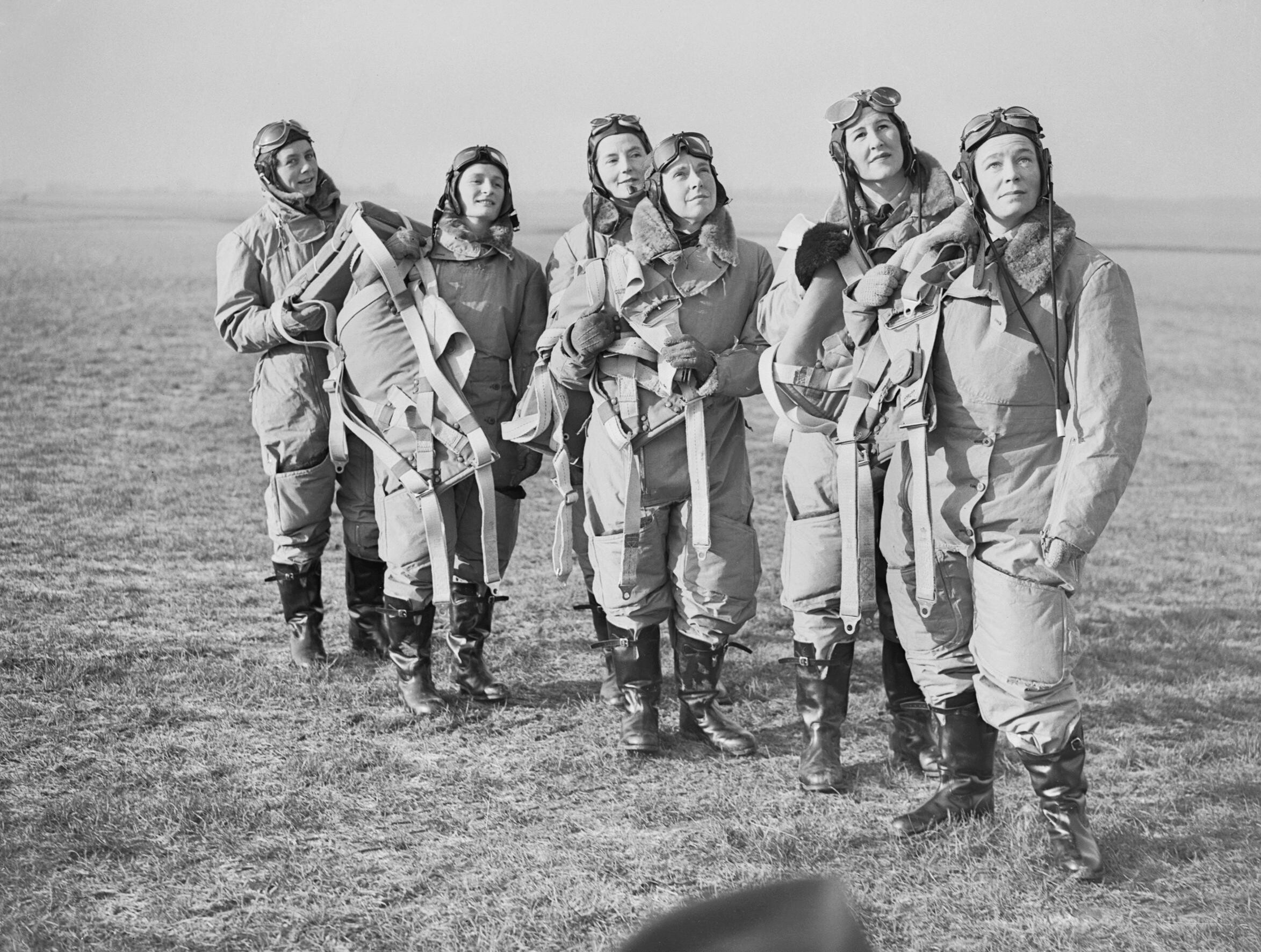
10 كانون الثاني / يناير 1940.

- ميرتا فاني أصبحت أول امرأة طيار تجاري في أوروغواي.[64]

### 1941
- 8 أكتوبر: جوزيف ستالين يؤسس 3 أفواج من النساء الطيارين في الاتحاد السوفياتي.[65][66]
- جاكلين كوكران من الولايات المتحدة هي أول امرأة تطير بقاذفة قنابل عبر شمال المحيط الأطلسي.[55]

### 1943
- جانيت براج تصبح أول أمريكية أفريقية تحصل على رخصة طيار تجاري.[67]

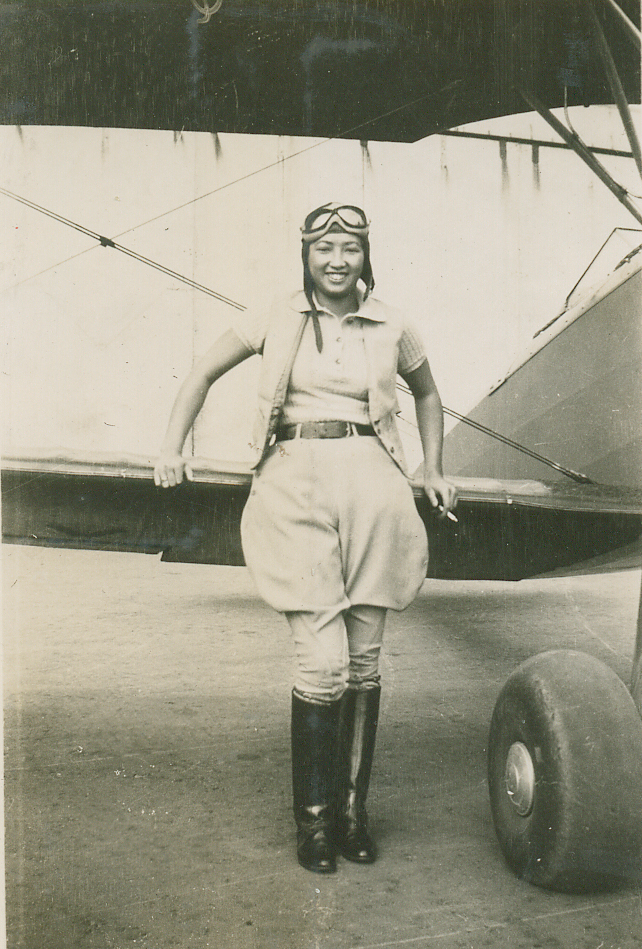
واحدة من الصينيات الأميركييات الأوائل في الخدمة في سلاح الجو.

- يكاترينا بودانوفا من روسيا هي المرأة الأولي والوحيدة التي تتلقي تعيين في طيار بطل.[37][68][69]

### 1946
- أول امرأة طيار من بنما.[70]

### 1947
- بريم ماتور أصبحت أول امرأة طيار تجاري في الهند.[71]

### 1948
- إيزابيلا ريبيرودي كابرال هوأول امرأة من ترينيداد وتوباغو لكسب رخصة طيار.[72]

### 1949
- مارغريت كلارك تصبح أول امرأة من أستراليا تحلق بطائرة زراعية.[73]
- دوروثي لين ماكنتاير أصبحت أول امرأة من أصل أفريقي تحصل علي رخصة طيار من قبل سلطة الطيران المدني.[74]

### 1951
- ثريا الشاوي أول امرأة من المغرب إلى تحصل علي رخصة طيار.

### 1952
- باتريشيا غراهام هي أول أسترالية تطير للعمل في غينيا الجديدة.[75]
- ثريا الشاوي أول امرأة من المغرب تحصل علي رخصة طيار وثاني امرأة عربية.[76][77]

### 1953
- 20 مايو: جاكي كوكران تصبح أول امرأة تكسر حاجز الصوت.[78]
- الخطوط الجوية الأمريكية تضع قبعة على رأس المضيفات وتقرر بأن تنتهي الخدمة عندما يصلن 32 من عمرهم.[79]

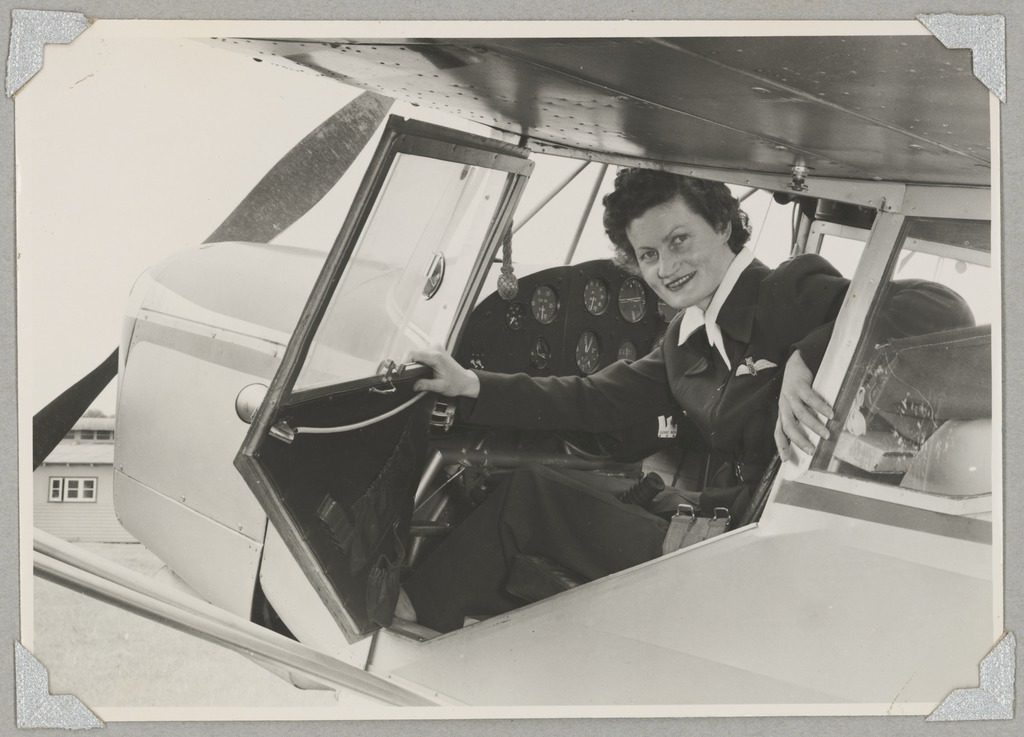
1954.

### 1955
- جاكلين أوريول من فرنسا هوأول فرنسية تحصل علي ترخيص طيار اختبار.[80][81]

### 1956
- بيتي غرين كانت أول امرأة تطير في السودان، بعد أن كان الطيران يتطلب الحصول على ترخيص خاص من البرلمان السوداني.[82][83][84]

### 1958
- 11 فبراير: روث كارول تايلور هي أول مضيفة طيران أميركية أفريقية على طيران إيثاكا إلى مدينة نيويورك.[17][85][86]

### 1959
- مولي رايلي هوأول امرأة كندية تصبح طيار مدني.[87][88]

### 1963
- فالنتينا تيريشكوفا تصبح أول امرأة تطير في الفضاء.[78]
- بيتي ميلر هوأول امرأة تطير منفردة عبر المحيط الهادئ.[89][90]
- 17 أبريل: ثمانية مضيفات من مضيفات الاتحاد تحدثن احتجاجاً ضد سياسة التقاعد في سن 32 خلال مؤتمر صحفي.[79]

### 1964
- جيرالدين موك هي أول امرأة تطير في جميع أنحاء العالم.

### 1971
- لويز ساكي يحقق سرعة قياسية بطائرة ذات محرك واحد من نيويورك إلى لندن في 17 ساعة و10 دقائق.[91][92][93][94][95]

### 1973
- بحرية الولايات المتحدة تسمح للمرأة بتدريب الطيارين.[96]

### 1974
- مريم البر تصبح أول امرأة طيار تعمل في خدمة الغابات في الولايات المتحدة.
- إميلي هاول وارنر تصبح أول امرأة عضوفي جمعية الطيارين.[97]

### 1976
- إميلي هاول وارنر تصبح أول امرأة في الولايات المتحدة في العمل ككابتن طيار.[98][99]

### 1977
- تشرين الثاني / نوفمبر: الرئيس كارتر يوقع على مشروع قانون تكريم كل مجاربين الحرب العالمية الثانية.
- بيفرلي دريك وشيريل بيكرينغ أصبحتا أول امرأتين طيارتين في جيش غيانا.[100][101]
- بيفرلي دريك من غيانا كانت أول امرأة طيار في شركة الخطوط الجوية في غيانا.[102]
- باربرا آدامز من غيانا أصبحت أول امرأة طيار تحصل علي رخصة هليكوبتر في بلدها بعد التدريب في اسكتلندا.[103]

### 1979
- تشرين الثاني / نوفمبر: مارسيلا هايز تصبح أول أمريكية أفريقية كطيار في الجيش الأمريكي.
- ماريا الحداد عينت أول امرأة طيار في قوات جامايكا[104]
- الولايات المتحدة البحرية تسمح للمرأة لتدريب الطيارين الضباط.

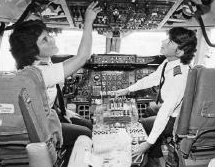
بيفرلي بيرنز على سطح طائرة من طراز بوينغ 737 ، أيلول / سبتمبر 1, 1982.

### 1981
- حزيران / يونيو: ماري كروفورد تصبح أولامرأة كطيار ضابط في القوات البحرية للولايات المتحدة.

### 1982
- نيسان / أبريل: باتريس واشنطن تتخرج كأول امرأة سوداء طيار تجاري من جامعة امبري ريدل للطيران.

### 1983
- نيسان / أبريل: إليزابيث جينينغز كلارك من سانت لوسيا تم تعينها كأول امرأة طيار في جزر ليوارد للنقل الجوي.[105][106][107]

### 1984
- بيفرلي بيرنز تصبح أول امرأة كابتن طيارعلى 747 في رحلة عبر البلاد.

### 1986
- 11 يونيو: تم تأسيس جمعية للنساء في توكسون بولاية أريزونا لدعم المرأة في طيران شراعي.[108]
- جيني بريرلي من أستراليا هي أول امرأة يتم انتخابها في رابطة أصحاب الطائرات.[109][110]

### 1987
- الخطوط الجوية البريطانية تستأجر أول امرأة طيار.
- إرما جونسون أصبحت أول امرأة كرئيس مجلس إدارة مطار دالاس فورت ورث الدولي.[111]

### 1989

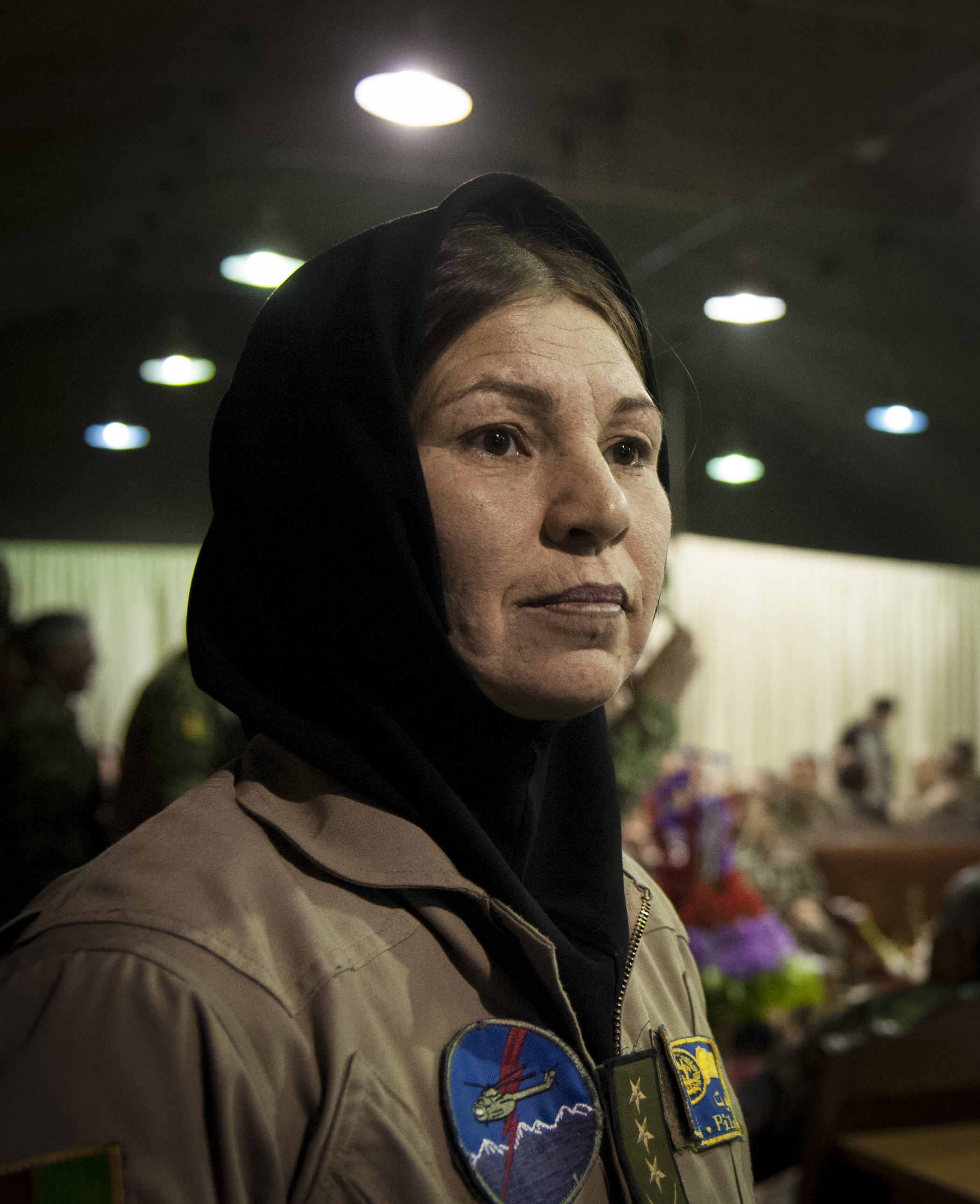
أول امرأة طيار هليكوبتر في تاريخ أفغانستان التاريخ، لطيفة نابيزادا. اليوم الدولي للمرأة في مطار كابول الدولي ، آذار / مارس 07, 2013.

- لطيفة نابيزادا وأختها  تصبحتان أول النساء الأفغانيات المتقدمات لمدرسة الطيران العسكرية.[112]
- ديان براسير وجين فوستر هما أول من تطرن بطائرات عسكرية في كندا.

### 1990
- سالي كوكس وجولي آن جيبسون هما أول من طارتا في سلاح الجوالملكي بعد رفع الحظر المفروض على تحليق النساء.
- 1 يناير: تلومني بسين من الخطوط الجوية الهندية أصبحت أصغر امرأة طيار في العالم في تاريخ قطاع الطيران المدني لقيادة الطائرات النفاثة التجارية في سن 26.[113]

### 1991
- لطيفة نابيزادا تخرجت مدرسة الطيران وتصبح أول النساء الطيارين في أفغانستان.[114]
- بيفرلي دريك من غيانا كانت أول امرأة تحقق في حادث في المجلس الوطني لسلامة النقل في الولايات المتحدة.[115]
- 31 يوليو: مجلس الشيوخ الأمريكي صوت «بأغلبية ساحقة» للسماح للمرأة العسكرية الأميركية أن تطير في حالات القتال.[116]

### 1992
- جودي كوفمانمن البحرية الأمريكية، كان أول أنثى تقود مروحية في القارة القطبية الجنوبية، بدعم من مؤسسة العلوم الوطنية (NSF).[117]
- بابرا هارمر تنضم إلى أسطول كونكورد كأول امرأة تطير بطائرة أسرع من الصوت.[118]

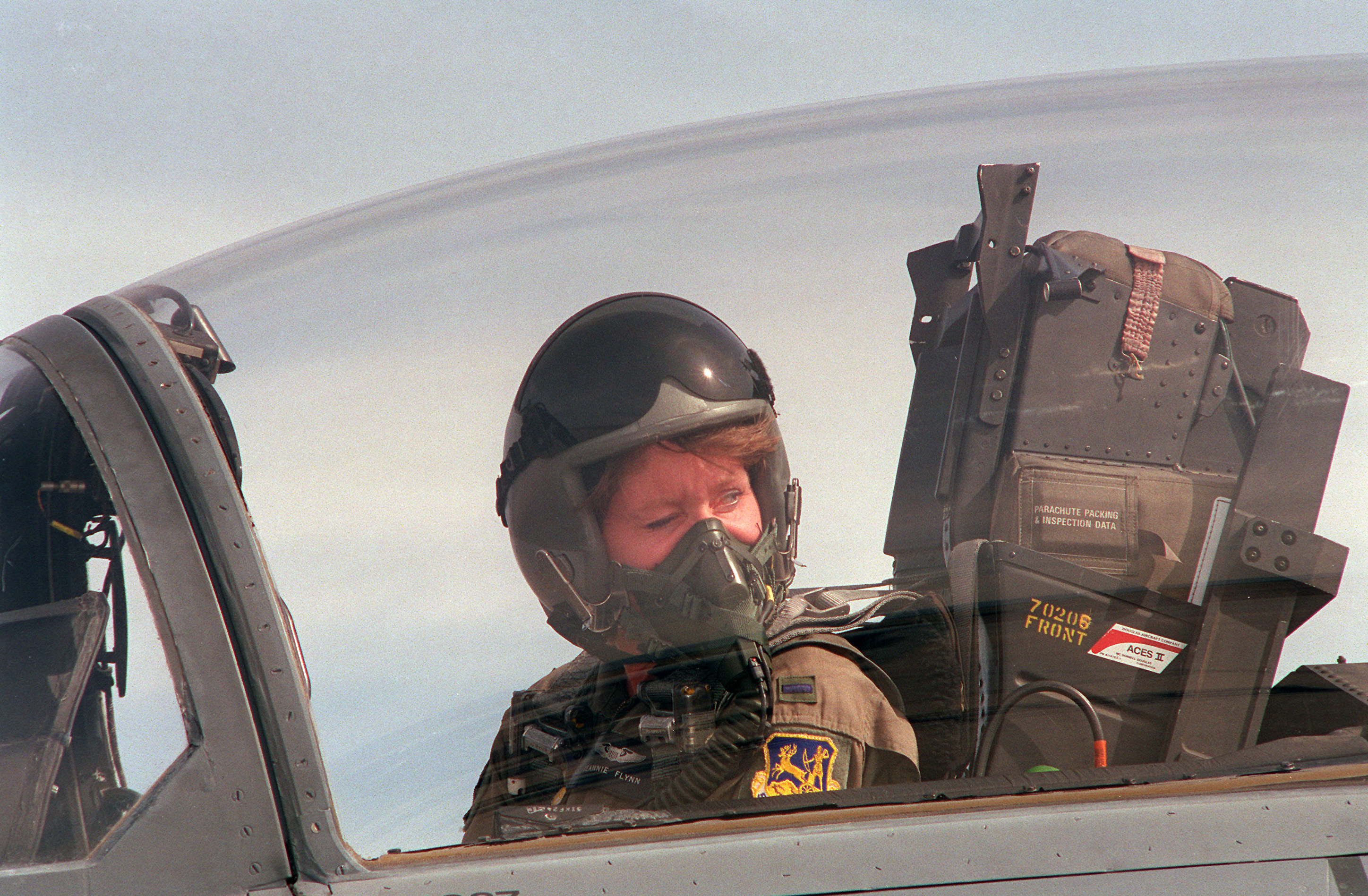
الملازم جيني فلين ، أول امرأة تطير بماكدونيل دوغلاس إف-15 إي سترايك إيغل (F-15E).

- فيرونيكا فوي تصبح أول امرأة طيار من ملاوي.[119]

### 1993
- جيني فلين تصبح أول طيار في القوات الجوية الأمريكية.[120]
- بابرا هارمر من إنجلترا تصبح أول امرأة تطير بطائرة نفاثة أسرع من الصوت.[121][122]

### 1994
- 2 سبتمبر: هاريتا ديول كور هي أول امرأة طيار تطير منفردا في سلاح الجوالهندي. وطارت في أفروHS-748، عندما كان عمرها 22 عاما.[123][124][125][126][127]

### 1996
- ماريا زيادي الحداد تصبح أول امرأة طيار في جامايكا.[128][129][130]

### 1997
- آذار / مارس: تشكلت جمعية المرأة لصيانة الطيران (AWAM) تتشكل.[131]
- جنيفر موراي أول امرأة تطير في جميع أنحاء العالم في طائرة هليكوبتر.
- آن-ماري يانسن تصبح أول بلجيكية  تحلق بجنرال دايناميكس إف-16 فايتينغ فالكون.[132]

### 1998
- الطيارات المقاتلات في جيش الولايات المتحدة العسكرية يحلقن في أول مهمة قتالية خارج حاملات الطائرات.[133][134]
- نيكول تشانغ لينغ أصبحت أول امرأة طيار من سيشيل.[135]
- [136][137]
- 17 ديسمبر: كندرا ويليامز هي أول امرأة طيار لإطلاق الصواريخ في القتال خلال عملية ثعلب الصحراء.

### 1999
- فيرونيكا فوي أصبحت أول امرأة كابتن طيار في ملاوي.* 
[138]

## في القرن الحادي والعشرين

### 2000
- بيتي موليس تصبح أول امرأة طيار في القوات الجوية للولايات المتحدة تحصل علي رتبة العميد.[139]

### 2001
- سوزان ماشيبي من تنزانيا تصبح أول طيار ميكانيكي من بلدها.[140]
- [141][142][143]
- [144]
- تيريزا كارفالهو هي أول برتغالية تقود  طائرة تجارية.[145]
- روني زوكرمان أصبحت أول إسرائيلية تتأهل كطيار مقاتل.[146]

### 2002
- ماريا يوجينيا تصبح أول امرأة طيار مقاتل في أوروغواي.[147][148][149]
- القوة الجوية في جمهورية الدومينيكان تسمح للمرأة بدخول الأكاديمية العسكرية.[150]

### 2003
- عائشة فاروق تصبح أول امرأة في باكستان تصبح طيار مقاتل.[151][152][153]
- 10 يناير: القوات الجوية البرازيلية تفتح باب التقدم لشغل مناصب للنساء. حيث تقدمت 150 امرأة.[154]
- آب / أغسطس: شيريل ستيرنز تكمل 15,560 قفزة بالمظلات، وسجلت رقم قياسي كأكثر امرأة تقفز بالمظلة.

### 2004
- ايرين كوكي من كينيا يصبح  أول امرأة كابتن طيار من أفريقيا.[155]
- أول شركة طيران للنساء في أفريقيا، بدأت في جنوب أفريقيا.[156]

### 2005
- هنادي زكريا هندي تصبح أول امرأة في المملكة العربية السعودية تحصل علي رخصة طيار.[157][158]

### 2007
- أول امرأة سوداء تطير بطائرة هليكوبتر في سلاح جوجنوب أفريقيا والقوات الدفاعية الوطنية الجنوب أفريقية.[159][160]
- نيكول تشانغ لينغ من سيشيل أصبحت أول امرأة نقيب وأول امرأة لقيادة طاقم طائرة.[161]

### 2008
- ميشيل غودمان هي أول امرأة تحصل على صليب الطيران المتميز.
- ها جونغ مي أصبحت أول امرأة من كوريا الجنوبية تحلق بجنرال دايناميكس إف-16 فايتينغ فالكون.[162]
- هيذر بارتليت ، المرأة الوحيدة التي تعمل في الولايات المتحدة للأسماك والأحياء البرية كطيار وضابط في نفس الوقت.[163]

### 2009
- 12 فبراير: أول طاقم أميركي أفريقي كامل من النساء، يطير من ناشفيل إلى أتلانتا ذهابا وإيابا.[164]
- باتريشيا مولي أصبحت أول امرأة في غانا لكسب رخصة الطيار المدنية.[165]
- أنجيلا بيدروفرانسيسكو أصبحت أول امرأة طيار من موزامبيق.[166]

### 2010

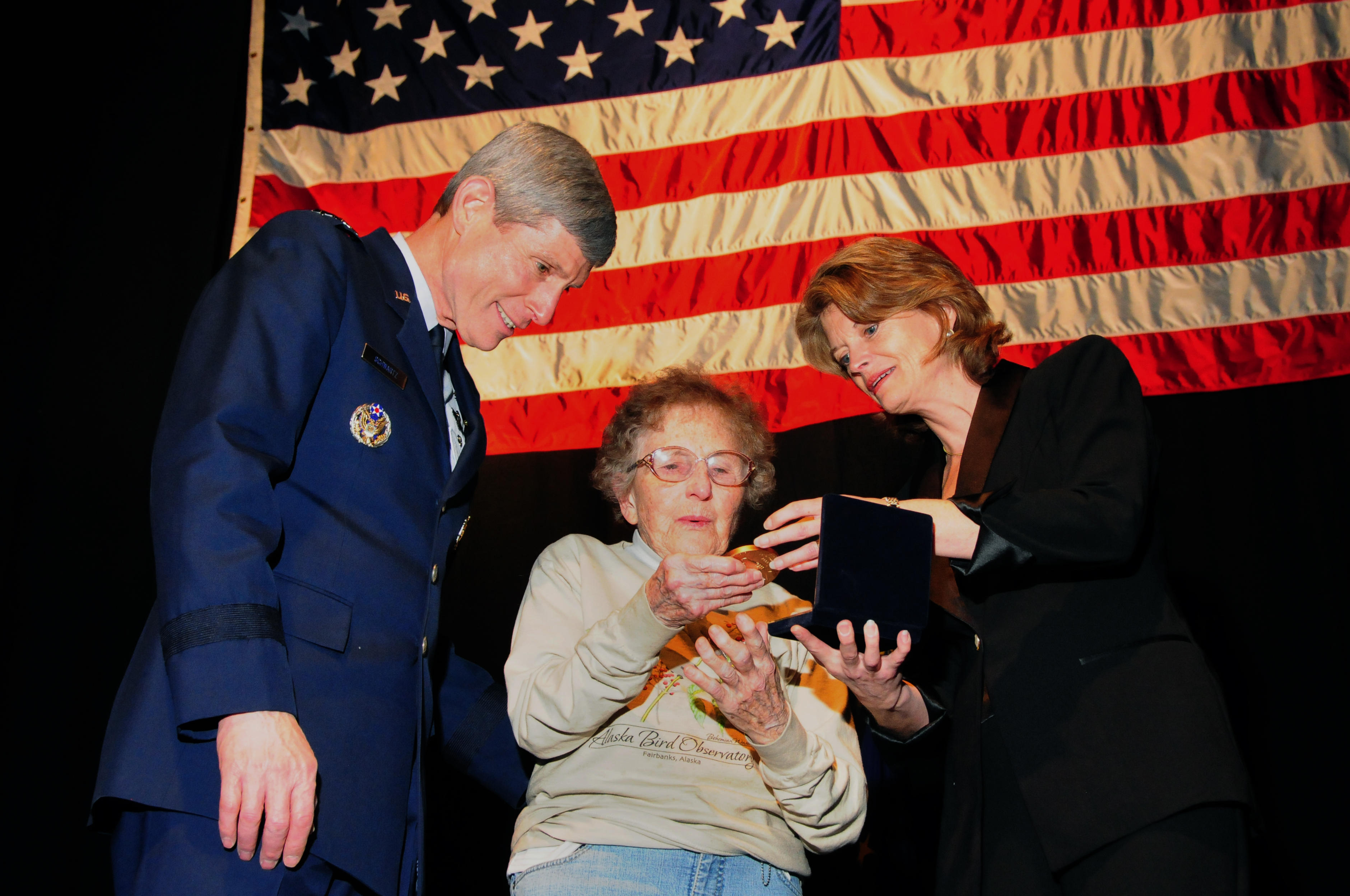
السيدة نانسي لي بيكر تحصل على تكريم خاص من السناتور ورئيس أركان سلاح الجوالجنرال نورتون شوارتز بيكر أثناء الحرب العالمية الثانية.

- يوليو: آري فوجي هوأول امرأة برتبة نقيب في اليابان.[167]
- تم منح ميدالية الكونغرس الذهبية من قبل كونغرس الولايات المتحدة لأكثر من 250 امرأة حضرت الحفل.
- كارينا ميراندا هي أول امرأة طيار من شيلي تكسر حاجز الصوت.[168][169][170]

### 2011
- شباط / فبراير: جوهانا بلن سانتا كروز أصبحت أول امرأة طيار مقاتلة في الإكوادوري.[171][172]

### 2012
- شباط / فبراير ماريا تيخادا-كوينتانا تصبح أول امرأة من جمهورية الدومينيكان تحصل علي شهادة طيار مقاتل.[173][174]
- إستر مبابازي تصبح أول امرأة طيار في رواندا.[175][176][177]
- الطيار الصيني، يوشو تصبح أول امرأة تطير بـJ-10 طائرة مقاتلة.[178][179]
- سلاح الجوالأفغاني يبدأ تدريب النساء الطيارين مرة أخرى.[180] نيلوفر رحماني، أول امرأة أفغانية في الجيش تحلق بطائرة جوية.[181][182]

### 2013
- يوليو: أول امرأة في سلاح المظلات في باكستان.[183]

### 2014
- السعودية تسمح أول امرأة طيار هنادي الهندية, أن تطير في الأجواء السعودية.[184]
- مريم آل المنصوري هي أول امرأة في الإمارات العربية المتحدة تحلق بطائرة جنرال دايناميكس إف-16 فايتينغ فالكون في مهمات قتالية ضد "داعش" في سوريا.[185]
- نيكولا سكيف من أستراليا هي الفائز الأول في مسابقة منطاد الهواء الساخن للنساء.[186][187]

### 2015
- ميريام العدناني تصبح أول طيار مسلمة في أوروبا.
- الخطوط الجوية الإثيوبية تطلق أول رحلة لها «جميع أفراد الطاقم من الإناث.»[188][189][190]

### 2016
- كانون الثاني / يناير: تم تعيين أول امرأة كعميد في القوات الجوية من زيمبابوي.[191]
- أيلول / سبتمبر: وانغ تشنغ  (جولي وانغ، Ch. 王争) هوأول شخص صيني يطير طائرة ذات محرك واحد منفردا في جميع أنحاء العالم.[192]
- كانون الأول / ديسمبر: ايزي جيت تعلن أنها تضاعف عدد الوافدين الجدد من النساء.[193]
- الخطوط الجوية السنغافورية تستأجر امرأة طيار للمرة الأولى.[194][195]
- يولاندا كاوندا تصبح أول امرأة سوداء تحصل علي رتبة كابتن في ملاوي.[196][197]